# Nickelodeon (America Latina)
Nickelodeon è un'emittente televisiva trasmessa in America Latina, dedicata a bambini e ragazzi. È di proprietà di Paramount Networks Americas.

## Storia
Il canale viene lanciato il 20 dicembre 1996.
Nel 1999 viene messo online il sito ufficiale, mundonick.com, il quale, inizialmente, permetteva alle persone di votare le proprie serie televisive preferite

## Altri canali

### Nickelodeon HD
Nel settembre del 2010, MTV Networks Latin America annuncia nuovi piani per il 2011, tra i quali lanciare una versione HD del canale. Il canale inizia le trasmissioni il 1º giugno 2011 in Messico attraverso izzi e SKY México e in Brasile attraverso SKY Brasil, mentre alla fine del 2011 in Argentina per Gigared. In Colombia viene trasmesso per la prima volta nel luglio del 2012 attraverso Claro.
Nel 1 agosto 2016 il canale si trasforma in Nick2.

### Nick 2
Dal 1 agosto 2016, il primo segnale in alta definizione lanciato da Nick e chiamato Nickelodeon HD independiente rinnova la sua immagine chiamandosi Nick 2, mantenendo la sua programmazione originaria, ma con nuovi intramezzi pubblicitari. Nick 2 ha una programmazione diversa dal segnale Centro e da Nick HD simulcast.
Nel 14 settembre 2020 il canale si trasforma in TeenNick.